# BNP Paribas Open 2019
BNP Paribas Open 2019 (також відомий під назвою Мастерс Індіан-Веллс 2019) — професійний тенісний турнір, що проходив на кортах з твердим покриттям Indian Wells Tennis Garden в Індіан-Веллсі (США). Це був 46-й за ліком чоловічий турнір і 31-й - жіночий. Належав до категорії Мастерс 1000 в рамках Туру ATP 2019 і серії Premier Mandatory в рамках Туру WTA 2019. Тривав з 4 до 17 березня 2019 року.
Усі 75 перших за рейтингом гравців було внесено в початковий список учасників, але дворазова чемпіонка Марія Шарапова за три тижні перед початком турніру оголосила про свою неучасть через травму правого плеча.
Хуан Мартін дель Потро і Наомі Осака були чинними чемпіонами відповідно серед чоловіків та жінок. Дель Потро знявся перед початком турніру через травму коліна. Осака програла в четвертому колі Белінді Бенчич.

## Очки і призові

### Нарахування очок
| Дисципліна                 | П    | Ф   | ПФ  | ЧФ  | 1/8 | 1/16 | 1/32 | 1/64 | Q   | Q2  | Q1  |
| Одиночний розряд, чоловіки | 1000 | 600 | 360 | 180 | 90  | 45   | 25*  | 10   | 16  | 8   | 0   |
| Парний розряд, чоловіки    | 1000 | 600 | 360 | 180 | 90  | 0    | Н/Д  | Н/Д  | Н/Д | Н/Д | Н/Д |
| Одиночний розряд, жінки    | 1000 | 650 | 390 | 215 | 120 | 65   | 35*  | 10   | 30  | 20  | 2   |
| Парний розряд, жінки       | 1000 | 650 | 390 | 215 | 120 | 10   | Н/Д  | Н/Д  | Н/Д | Н/Д | Н/Д |

- Гравці, що потрапляють одразу в другий раунд, отримують і очки першого раунду.

### Призові гроші
| Дисципліна                 | П          | F        | ПФ       | ЧФ       | 1/8     | 1/16    | 1/32    | 1/64    | Q2     | Q1     |
| Чоловіки, одиночний розряд | $1,354,010 | $686,000 | $354,000 | $182,000 | $91,205 | $48,775 | $26,430 | $16,425 | $6,790 | $3,395 |
| Жінки, одиночний розряд    | $1,354,010 | $686,000 | $354,000 | $182,000 | $91,205 | $48,775 | $26,430 | $16,425 | $6,790 | $3,395 |
| Чоловіки, парний розряд    | $457,290   | $223,170 | $111,170 | $57,000  | $30,060 | $16,090 | Н/Д     | Н/Д     | Н/Д    | Н/Д    |
| Жінки, парний розряд       | $457,290   | $223,170 | $111,170 | $57,000  | $30,060 | $16,090 | Н/Д     | Н/Д     | Н/Д    | Н/Д    |

## Учасники основної сітки в рамках чоловічого турніру

### Сіяні пари
Нижче подано список сіяних гравців. Рейтинг і посів визначено на основі рейтингу ATP станом на 4 березня 2019.
| Сіяний | Рейтинг | Гравець               | Очки перед | Очки, що захищає | Очки здобуті | Очки після | Підсумок                                         |
| ------ | ------- | --------------------- | ---------- | ---------------- | ------------ | ---------- | ------------------------------------------------ |
| 1      | 1       | Новак Джокович        | 10,955     | 10               | 45           | 10,990     | 3 коло, його переміг Філіпп Кольшрайбер          |
| 2      | 2       | Рафаель Надаль        | 8,365      | 0                | 360          | 8,725      | півфінал знялись через травму правого коліна     |
| 3      | 3       | Александр Зверєв      | 6,595      | 10               | 45           | 6,630      | 3 коло, його переміг Ян-Леннард Штруфф           |
| 4      | 4       | Роджер Федерер        | 4,600      | 600              | 600          | 4,600      | Фіналіст, його переміг Домінік Тім [7]           |
| 5      | 6       | Кевін Андерсон        | 4,295      | 180              | 0            | 4,115      | знявся через травму ліктя                        |
| 6      | 7       | Кей Нісікорі          | 4,190      | 0                | 45           | 4,235      | 3 коло, його переміг Губерт Гуркач               |
| 7      | 8       | Домінік Тім           | 3,800      | 45               | 1,000        | 4,755      | Чемпіон, — Роджер Федерер [4]                    |
| 8      | 9       | Джон Ізнер            | 3,405      | 10               | 90           | 3,485      | 4 коло, його переміг Карен Хачанов [12]          |
| 9      | 10      | Стефанос Ціціпас      | 3,175      | 25               | 10           | 3,160      | 2-ге коло, його переміг Фелікс Оже-Аліассім [WC] |
| 10     | 11      | Марин Чилич           | 3,095      | 45               | 45           | 3,095      | 3 коло, його переміг Денис Шаповалов [24]        |
| 11     | 12      | Борна Чорич           | 2,695      | 360              | 10           | 2,345      | 2-ге коло, його переміг Іво Карлович             |
| 12     | 13      | Карен Хачанов         | 2,675      | 10               | 180          | 2,845      | чвертьфінал, його переміг Рафаель Надаль [2]     |
| 13     | 14      | Мілош Раоніч          | 2,275      | 360              | 360          | 2,275      | півфінал, його переміг Домінік Тім [7]           |
| 14     | 15      | Данило Медведєв       | 2,230      | 45               | 45           | 2,230      | 3 коло, його переміг Філіп Країнович [Q]         |
| 15     | 16      | Марко Чеккінато       | 2,091      | (80)†            | 10           | 2,021      | 2-ге коло, його переміг Альберт Рамос Віньйолас  |
| 16     | 17      | Фабіо Фоніні          | 1,885      | 10               | 10           | 1,885      | 2-ге коло, його переміг Раду Албот [Q]           |
| 17     | 18      | Ніколоз Басілашвілі   | 1,865      | 10               | 10           | 1,865      | 2-ге коло, його переміг Prajnesh Gunneswaran [Q] |
| 18     | 19      | Гаель Монфіс          | 1,740      | 45               | 180          | 1,875      | чвертьфінал знявся через травму ахілла           |
| 19     | 20      | Пабло Карреньо Буста  | 1,705      | 90               | 0            | 1,615      | знявся через травму плеча                        |
| 20     | 21      | Давід Ґоффен          | 1,650      | 0                | 10           | 1,660      | 2-ге коло, його переміг Філіп Країнович [Q]      |
| 21     | 22      | Роберто Баутіста Аґут | 1,545      | 45               | 10           | 1,510      | 2-ге коло, його переміг Йосіхіто Нісіока         |
| 22     | 23      | Кайл Едмунд           | 1,520      | 10               | 90           | 1,600      | 4 коло, його переміг Роджер Федерер [4]          |
| 23     | 24      | Алекс де Мінор        | 1,508      | 25               | 10           | 1,493      | 2-ге коло, його переміг Маркос Гірон [Q]         |
| 24     | 25      | Денис Шаповалов       | 1,485      | 25               | 90           | 1,550      | 4 коло, його переміг Губерт Гуркач               |
| 25     | 26      | Дієго Шварцман        | 1,485      | 10               | 45           | 1,520      | 3 коло, його переміг Рафаель Надаль [2]          |
| 26     | 28      | Григор Димитров       | 1,310      | 10               | 0            | 1,300      | знялись через травму плеча                       |
| 27     | 29      | Жиль Сімон            | 1,305      | 10               | 45           | 1,340      | 3 коло, його переміг Домінік Тім [7]             |
| 28     | 30      | Люка Пуй              | 1,265      | 10               | 10           | 1,265      | 2-ге коло, його переміг Губерт Гуркач            |
| 29     | 31      | Мартон Фучович        | 1,220      | 25               | 10           | 1,205      | 2-ге коло, його переміг Стен Вавринка            |
| 30     | 32      | Ласло Дьєр            | 1,211      | 10               | 45           | 1,246      | 3 коло, його переміг Miomir Kecmanović [LL]      |
| 31     | 33      | Нік Киріос            | 1,205      | 0                | 10           | 1,215      | 2-ге коло, його переміг Філіпп Кольшрайбер       |
| 32     | 34      | Гвідо Пелья           | 1,205      | 10               | 45           | 1,240      | 3 коло, його переміг Джон Ізнер [8]              |

† 2018 року гравець не кваліфікувався на турнір, але захищав очки, здобуті на турнірі Тур ATP Challenger.

### Відмовились від участі
| Рейтинг | Гравець                | Очки перед | Очки, що захищає | Очки після | Причина        |
| ------- | ---------------------- | ---------- | ---------------- | ---------- | -------------- |
| 5       | Хуан Мартін дель Потро | 4,585      | 1,000            | 3,585      | Травма коліна  |
| 27      | Рішар Гаске            | 1,340      | 0                | 1,340      | Травма пахвини |

### Інші учасники
Нижче наведено учасників, які отримали вайлдкард на участь в основній сітці:
- Фелікс Оже-Аліассім
- Ласло Дьєр
- Джаред Доналдсон
- Рейллі Опелка
- Дональд Янг

Нижче наведено гравців, які пробились в основну сітку через стадію кваліфікації:
- Раду Албот
- Алекс Болт
- Dan Evans
- Бйорн Фратанджело
- Маркос Гірон
- Prajnesh Gunneswaran
- Ugo Humbert
- Денис Істомін
- Тацума Іто
- Філіп Країнович
- Alexei Popyrin
- Еліяс Імер

Такі тенісисти потрапили в основну сітку як Щасливі лузери:
- Річардас Беранкіс
- Miomir Kecmanović
- Андрій Рубльов

### Відмовились від участі
До початку турніру
- Кевін Андерсон → його замінив  Miomir Kecmanović
- Аляж Бедене → його замінив  Раян Гаррісон
- Пабло Карреньо Буста → його замінив  Андрій Рубльов
- Хьон Чун → його замінив  Ілля Івашко
- Хуан Мартін дель Потро → його замінив  Таро Даніель
- Григор Димитров → його замінив  Річардас Беранкіс
- Рішар Гаске → його замінив  Федеріко Дельбоніс
- Вашек Поспішил → його замінив  Маккензі Макдоналд
- Фернандо Вердаско → його замінив  Ернестс Гульбіс

Під час турніру
- Гаель Монфіс
- Рафаель Надаль

### Знялись
- Мартін Кліжан
- Йосіхіто Нісіока

## Учасники основної сітки в парному розряді

### Сіяні
| Країна          | Гравець               | Країна        | Гравець      | Рейтинг1 | Сіяний |
| --------------- | --------------------- | ------------- | ------------ | -------- | ------ |
| Франція         | П'єр-Юг Ербер         | Франція       | Ніколя Маю   | 7        | 1      |
| Велика Британія | Джеймі Маррей         | Бразилія      | Бруно Соарес | 11       | 2      |
| Австрія         | Олівер Марах          | Хорватія      | Мате Павич   | 16       | 3      |
| США             | Боб Браян             | США           | Майк Браян   | 18       | 4      |
| Колумбія        | Хуан Себастьян Кабаль | Колумбія      | Роберт Фара  | 20       | 5      |
| Польща          | Лукаш Кубот           | Бразилія      | Марсело Мело | 20       | 6      |
| ПАР             | Равен Класен          | Нова Зеландія | Майкл Венус  | 26       | 7      |
| Фінляндія       | Генрі Контінен        | Австралія     | Джон Пірс    | 34       | 8      |

- 1 Рейтинг подано станом на 4 березня 2019.

### Інші учасники
Нижче наведено пари, які отримали вайлдкард на участь в основній сітці:
- Тейлор Фріц /  Нік Киріос
- Маккензі Макдоналд /  Рейллі Опелка
- Люка Пуй /  Стен Вавринка

Наведені нижче пари отримали місце як заміна:
- Адріан Маннаріно /  Гаель Монфіс

### Відмовились від участі
- Пабло Карреньо Буста (травма плеча)

## Учасниці основної сітки в рамках жіночого турніру

### Сіяні пари
Нижче подано список сіяних гравчинь. Посів визначено на основі рейтингу WTA станом на 25 лютого 2019. Рейтинг і очки перед наведено на 4 березня 2019.
| Сіяна | Рейтинг | Гравчиня               | Очки перед | Очки, що захищає | Очки здобуті | Очки після | Підсумок                                        |
| ----- | ------- | ---------------------- | ---------- | ---------------- | ------------ | ---------- | ----------------------------------------------- |
| 1     | 1       | Наомі Осака            | 6,871      | 1,000            | 120          | 5,991      | 4 коло, її перемогла Белінда Бенчич [23]        |
| 2     | 2       | Сімона Халеп           | 5,727      | 390              | 120          | 5,457      | 4 коло, її перемогла Маркета Вондроушова        |
| 3     | 3       | Петра Квітова          | 5,605      | 65               | 10           | 5,550      | 2-ге коло, її перемогла Вінус Вільямс           |
| 4     | 4       | Слоун Стівенс          | 5,277      | 65               | 10           | 5,222      | 2-ге коло, її перемогла Стефані Фегеле [Q]      |
| 5     | 5       | Кароліна Плішкова      | 5,145      | 215              | 215          | 5,145      | чвертьфінал, її перемогла Белінда Бенчич [23]   |
| 6     | 6       | Еліна Світоліна        | 4,900      | 65               | 390          | 5,225      | півфінал, її перемогла Б'янка Андрееску [WC]    |
| 7     | 7       | Кікі Бертенс           | 4,885      | 10               | 120          | 4,995      | 4 коло, її перемогла Гарбінє Мугуруса [20]      |
| 8     | 8       | Анджелік Кербер        | 4,880      | 215              | 650          | 5,315      | Runner-up,, її перемогла Б'янка Андрееску [WC]  |
| 9     | 9       | Арина Соболенко        | 3,565      | 65               | 120          | 3,620      | 4 коло, її перемогла Анджелік Кербер [8]        |
| 10    | 10      | Серена Вільямс         | 3,406      | 65               | 65           | 3,406      | 3 коло знялася проти Гарбінє Мугуруса [20]      |
| 11    | 11      | Анастасія Севастова    | 3,325      | 120              | 65           | 3,270      | 3 коло знялася проти Анетт Контавейт [21]       |
| 12    | 12      | Ешлі Барті             | 3,285      | 10               | 120          | 3,395      | 4 коло, її перемогла Еліна Світоліна [6]        |
| 13    | 13      | Каролін Возняцкі       | 3,118      | 120              | 10           | 3,008      | 2-ге коло, її перемогла Катерина Александрова   |
| 14    | 14      | Дарія Касаткіна        | 2,985      | 650              | 10           | 2,345      | 2-ге коло, її перемогла Маркета Вондроушова     |
| 15    | 15      | Юлія Гергес            | 2,780      | 65               | 65           | 2,780      | 3 коло, її перемогла Мона Бартель               |
| 16    | 16      | Елісе Мертенс          | 2,745      | 10               | 65           | 2,800      | 3 коло, її перемогла Ван Цян [18]               |
| 17    | 17      | Медісон Кіз            | 2,726      | 10               | 10           | 2,726      | 2-ге коло, її перемогла Мона Бартель            |
| 18    | 18      | Ван Цян                | 2,607      | 120              | 120          | 2,607      | 4 коло, її перемогла Б'янка Андрееску [WC]      |
| 19    | 19      | Каролін Гарсія         | 2,460      | 120              | 10           | 2,350      | 2-ге коло, її перемогла Дженніфер Брейді [WC]   |
| 20    | 20      | Гарбінє Мугуруса       | 2,430      | 10               | 215          | 2,635      | чвертьфінал, її перемогла Б'янка Андрееску [WC] |
| 21    | 21      | Анетт Контавейт        | 2,355      | 10               | 120          | 2,465      | 4 коло, її перемогла Кароліна Плішкова [5]      |
| 22    | 22      | Олена Остапенко        | 2,251      | 65               | 65           | 2,251      | 3 коло, її перемогла Маркета Вондроушова        |
| 23    | 23      | Белінда Бенчич         | 2,065      | 35               | 390          | 2,420      | півфінал, її перемогла Анджелік Кербер [8]      |
| 24    | 28      | Леся Цуренко           | 1,751      | 10               | 65           | 1,806      | 3 коло, її перемогла Арина Соболенко [9]        |
| 25    | 25      | Деніелл Коллінз        | 1,906      | 120              | 65           | 1,851      | 3 коло, її перемогла Наомі Осака [1]            |
| 26    | 24      | Карла Суарес Наварро   | 1,923      | 215              | 10           | 1,718      | 2-ге коло, її перемогла Наталія Віхлянцева [Q]  |
| 27    | 27      | Сє Шувей               | 1,865      | 65               | 10           | 1,810      | 2-ге коло, її перемогла Джоанна Конта           |
| 28    | 26      | Донна Векич            | 1,875      | 10               | 10           | 1,875      | 2-ге коло, її перемогла Їсалін Бонавентюре [Q]  |
| 29    | 31      | Міхаела Бузернеску     | 1,650      | 10               | 10           | 1,650      | 2-ге коло, її перемогла Дарія Гаврилова         |
| 30    | 32      | Анастасія Павлюченкова | 1,565      | 10               | 10           | 1,565      | 2-ге коло, її перемогла Крістіна Макгейл [Q]    |
| 31    | 34      | Олександра Соснович    | 1,550      | 65               | 10           | 1,495      | 2-ге коло, її перемогла Катерина Козлова [Q]    |
| 32    | 35      | Домініка Цібулкова     | 1,502      | 10               | 10           | 1,502      | 2-ге коло, її перемогла Б'янка Андрееску [WC]   |

### Відмовились від участі
| Рейтинг | Гравчиня       | Очки перед | Очки, що захищає | Очки після | Причина            |
| ------- | -------------- | ---------- | ---------------- | ---------- | ------------------ |
| 29      | Марія Шарапова | 1,716      | 10               | 1,706      | Right травма плеча |
| 30      | Каміла Джорджі | 1,705      | 0                | 1,705      | Injury             |

### Інші учасниці
Нижче наведено учасниць, які отримали вайлдкард на участь в основній сітці:
- Б'янка Андрееску
- Аманда Анісімова
- Дженніфер Брейді
- Медісон Бренгл
- Лорен Девіс
- Джессіка Пегула
- Тейлор Таунсенд
- Сачія Вікері

Учасниці, що потрапили в основну сітку завдяки захищеному рейтингу:
- Лаура Зігемунд

Нижче наведено гравчинь, які пробились в основну сітку через стадію кваліфікації:
- Їсалін Бонавентюре
- Заріна Діяс
- Місакі Дой
- Вікторія Голубич
- Нао Хібіно
- Прісцілла Хон
- Катерина Козлова
- Крістіна Макгейл
- Кейті Макнеллі
- Наталія Віхлянцева
- Стефані Фегеле
- Чжу Лінь

### Відмовились від участі
До початку турніру
- Каміла Джорджі → її замінила  Ежені Бушар
- Луксіка Кумхун → її замінила  Магда Лінетт
- Катерина Макарова → її замінила  Юганна Ларссон
- Марія Шарапова (травма правого плеча) → її замінила  Мона Бартель [2]

### Знялись
- Анастасія Севастова (вірусне захворювання)
- Серена Вільямс (вірусне захворювання)

## Учасниці основної сітки в парному розряді

### Сіяні
| Країна            | Гравчиня           | Країна            | Гравчиня                   | Рейтинг1 | Сіяна |
| ----------------- | ------------------ | ----------------- | -------------------------- | -------- | ----- |
| Чехія             | Барбора Крейчикова | Чехія             | Катерина Сінякова          | 3        | 1     |
| Угорщина          | Тімеа Бабош        | Франція           | Крістіна Младенович        | 8        | 2     |
| Китайський Тайбей | Сє Шувей           | Чехія             | Барбора Стрицова           | 20       | 3     |
| США               | Ніколь Мелічар     | Чехія             | Квета Пешке                | 22       | 4     |
| Канада            | Габріела Дабровскі | КНР               | Сюй Їфань                  | 30       | 5     |
| Австралія         | Саманта Стосур     | КНР               | Ч Шуай                     | 35       | 6     |
| Словенія          | Андрея Клепач      | Іспанія           | Марія Хосе Мартінес Санчес | 38       | 7     |
| Китайський Тайбей | Чжань Хаоцін       | Китайський Тайбей | Латіша Чжань               | 39       | 8     |

- 1 Рейтинг подано станом на 25 лютого 2019.

### Інші учасниці
Нижче наведено пари, які отримали вайлдкард на участь в основній сітці:
- Вікторія Азаренко /  Еліна Світоліна
- Ежені Бушар /  Слоун Стівенс
- Серена Вільямс /  Вінус Вільямс (знялись to focus on singles)

Нижче наведено пари, які отримали місце в основній сітці як заміни:
- Гарбінє Мугуруса /  Карла Суарес Наварро
- Анастасія Павлюченкова /  Анастасія Севастова

### Відмовились від участі
Before the tournament
- Серена Вільямс (зміна графіку)
- Вінус Вільямс (зміна графіку)
- Віра Звонарьова

Під час турніру
- Карла Суарес Наварро (травма стегна)

## Переможці та фіналісти

### Одиночний розряд, чоловіки
- Домінік Тім —  Роджер Федерер, 3–6, 6–3, 7–5

### Одиночний розряд, жінки
- Б'янка Андрееску —  Анджелік Кербер, 6–4, 3–6, 6–4

### Парний розряд, чоловіки
- Нікола Мектич /  Орасіо Себальйос —  Лукаш Кубот /  Марсело Мело, 4–6, 6–4, [10–3]

### Парний розряд, жінки
- Елісе Мертенс /  Арина Соболенко —  Барбора Крейчикова /  Катерина Сінякова, 6–3, 6–2